# 籬笆網
篱笆网是中華人民共和國上海市的一個家庭、生活、消费網站，涵盖买房、装修、婚庆、育儿、汽车等領域。網站創始人為華山醫院腦外科技術人員张国华。該網站原名最初是2002年9月成立的篱笆快乐装修论坛。2003年2月,无忧团购网（51tuangou,com）成立，同时网站内开辟篱笆论坛（篱笆社區），它是一个交流讨论的互动场論壇。2003年9月和10月，篱笆论坛中增开了苏州分坛和南京分坛。2004年，无忧团购网开通了杭州分站和南京分站。

## 外部連結
- 官方网站